# トヨタ・MR2
MR2（エムアールツー）は、トヨタ自動車が1984年（昭和59年）から1999年（平成11年）まで製造・販売していたクーペ型のスポーツカー。日本車史上初の市販ミッドシップ車である。

## 初代 AW10/11型（1984年-1989年）
1979年（昭和54年）に豊田英二社長が主査たちに飛ばした、「トヨタには将来、常識では考えられないひと味違ったクルマがあってもいいのではないか」という檄のもと開発が着手された。1983年（昭和58年）の東京モーターショーで発表されたコンセプトカー・SV-3を若干の仕様変更後、ほぼそのままの形で1984年（昭和59年）6月に発売された。製造はセントラル自動車（相模原市の旧工場。現在のトヨタ自動車東日本）。ミッドシップレイアウト自体は、E80カローラのFFレイアウトを開発中に偶然出来たものと言われている。
1984年度の日本カー・オブ・ザ・イヤー受賞車であり、北米でも1985年にカー・オブ・ザ・イヤーを受賞している。
低コストに量産性を高めるため、足回り、エンジン、トランスアクスルは既存の前輪駆動車（E80型カローラ）のものが流用された。同様な成り立ちのフィアット・X1/9や米・ゼネラルモーターズのポンティアック・フィエロを参考にしたとの話や、英国ロータスと技術提携していた時期の開発であることから、一部ではロータスが設計した車両をトヨタが再設計してコストダウンしたものとの説もあった（ただしロータスの関与についての確認はヨーロッパでの実走テストにテストドライバーが参加したことのみ）。
1986年（昭和61年）8月には大規模改良が行われ、スーパーチャージャーやプロトタイプ車で存在していたTバールーフの装備車が設定された（通称後期型）。外装ではバンパーやサイドモールが車体色と同色に統一されている。
1988年（昭和63年）の一部改良で電動格納ドアミラーの設定、内装生地の変更、ハイマウントストップランプの設定が行われた（通称最終型）。AW型は全グレードにおいてパワーステアリングの設定はなかった。
1989年 （平成元年）9月に生産終了。在庫対応分のみの販売となり、販売も翌10月に終了した。
生産終了から20年ほどまでは中古車市場で取引されることも多く、維持管理部品のメーカー供給も（加工・流用で対応できる部品を除いて）ほぼ問題なく行われていたが、20年を超えるころから内外装関連で廃番部品が多くなり、部品取り車、中古パーツが高騰しつつある。
なお、AW1#系で採用されたエンブレムは七宝で、AWの文字を模した鳥（猛禽類）が描かれているが、補給部品は2010年にプラスチックベースのものに変更された。
トヨタ博物館には開発コード「730B」と呼ばれるプロトタイプ車（前述の東京モーターショー出展車とは異なる）が保存展示されており、量産車とは異なり丸みを帯びたデザインとなっている。

### グレード構成
- S
- G
- G-Limited

前・後期型ともSは3A-LU型1,500 ccエンジン（日本国内仕様のみ）、GとG-Limitedは4A-GELU型1,600 ccエンジンをそれぞれ搭載。運輸省認定型式は1,500 ccエンジン車がE-AW10型、1,600 ccエンジン車はE-AW11型。
前期型のG、G-Limitedはムーンルーフ装着車、後期型のGおよびG-Limitedには、Tバールーフ装着車及びスーパーチャージャー装着車（4A-GZE型1,600 ccエンジン搭載）を設定。

### マイナーチェンジによる差異
- 前期型初期仕様のバンパーとスポイラーは黒の無塗装ウレタン素材である（1985年の一部改良でボディ同色となる）。
- 前期型の中でも初期に生産された車両のリアスポイラーはFRP製の物ではなく木製の物が装着されていた（当時の技術では成型が困難だったことが理由）
- 前期型は全車とも車両重量が1,000 kg以下であり自動車重量税が安い（後期型の重量増は主に側面衝突対応のため）。
- 前期型のカーオーディオの取付スペースは1DINのみで、空調のコントロールパネルが後期型と異なる。
- 最終型では一部の仕様に電動格納ドアミラー、ぼかし入りブロンズガラス、トランクスポイラー内蔵LEDストップランプの設定が行われ、内装生地の変更が行われた。

限定車（特別仕様車）として、1985年（昭和60年）にG-Limitedをベースに「ホワイトランナー（WHITE LANNER）」、「1600Gスポーツパッケージ（前期のみ）」、1986年（昭和61年）にGスポーツパッケージをベースに「ブラックリミテッド」（前期ベース）が設定された。「1600Gスポーツパッケージ」（「ブラックリミテッド」を含む）はリアスタビライザーを装備している（形状、線径が後の「ADパッケージ」仕様車に取り付けられているものとは異なる）。
後期モデルのスーパーチャージャー車には、スプリング・ショックアブソーバーでサスペンション特性を変更し、フロントスタビライザーの径サイズアップ、リアスタビライザーの装着、回転方向指定タイヤのブリヂストンPOTENZA RE71などの装備を加えた「ADパッケージ仕様車」が設定されていた。なお後期モデルでは「ADパッケージ仕様車」以外のモデルにはリアスタビライザーの設定がない。
マイナーチェンジでの過給器設定に際し、トヨタでは4A-G型エンジンのターボチャージャー仕様とスーパーチャージャー仕様を試作し、比較検討を行った。その結果、アクセルレスポンスや出力特性に優れるスーパーチャージャー仕様が採用された。

### 発売された特別仕様車
1985年1月-　ホワイトランナー（300台の限定生産）
- ボディ色　スーパーホワイトII
- デカールによるシルバーの二本ライン
- バンパー、リップスポイラー、ドアミラー、マッドガードをボディーと同色化
- シートを黒と赤のツートンカラーへ変更
- パワーウインドウおよび電磁ドアロック、フロントブロンズガラスを装備。

1986年1月-　ブラックリミテッド
- ブラックメタリックの専用ボディ色

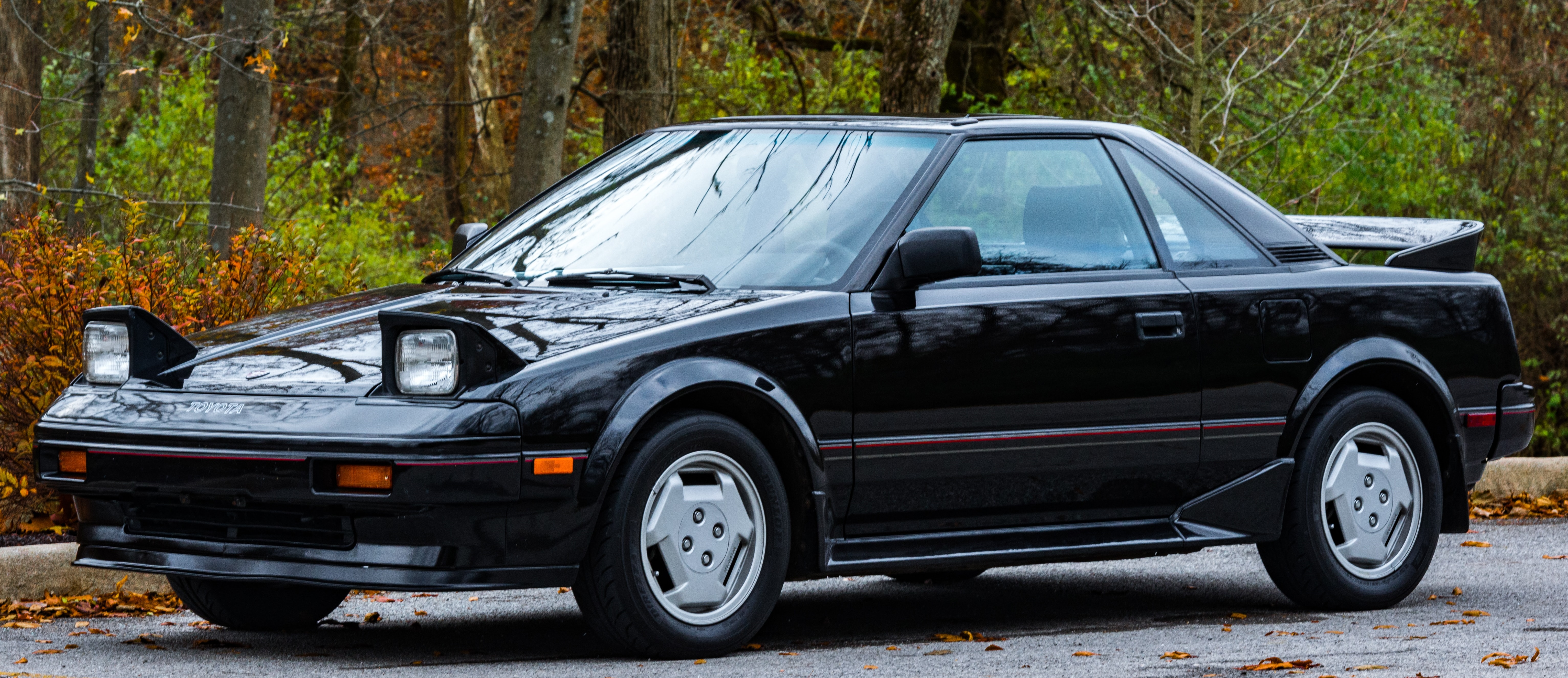
ブラックリミテッド

- フロントとリアスポイラー、マッドガードをボディーと同色化
- 専用のプロテクションモール
- ライトグレーの専用シート表皮
- 専用のステアリング・ホイール、シフトノブ

1988年1月-　スーパーエディション

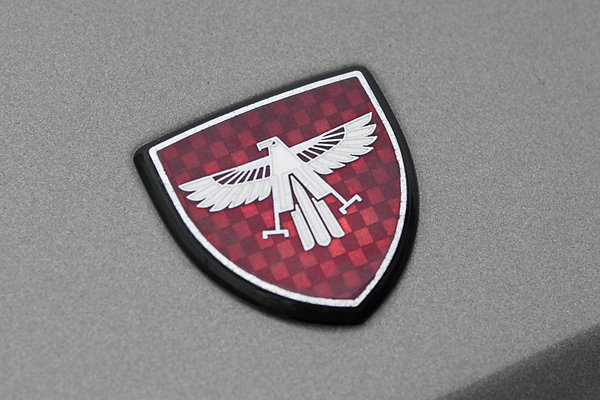
AW11のエンブレム

- ホワイトとベージュメタリックのツートーンの専用ボディ色
- アウタードアハンドルをボディ同色に
- カラードリヤマッドガード
- カラードアルミホイール
- フロントブロンズティンテッドガラス
- 一部が本革のシート、本革巻きシフトノブとパーキングブレーキレバーグリップ
- MOMO製の本革巻ステアリング

1989年1月-　スーパーエディションII
- ブラキッシュブルーマイカの専用ボディ色
- カラードリヤマッドガード
- レカロシート
- MOMO製の本革巻ステアリング
- 本革巻シフトノブ、本革巻パーキングブレーキレバーグリップ
- 専用ドアトリム、フィン付きフロントワイパーを装備

### エンジン諸元
エンジンはすべて、直列4気筒のガソリンエンジンである。
| モデル                                    | エンジン型式 | 弁            | タイミング      | 吸気方式             | 排気量 (cc) | 内径 x 行程 (mm) | 圧縮率 | 最高出力 (PS (kW)/rpm) | 最大トルク (kgm (Nm)/rpm) |
| ----------------------------------------- | ------------ | ------------- | --------------- | -------------------- | ----------- | ---------------- | ------ | ---------------------- | ------------------------- |
| 1500S (1984年6月 - 1988年7月)             | 3A-LU        | SOHC 8バルブ  | キャブレター AI | 自然吸気             | 1,452       | 77.5x77          | 9.3:1  | 83 (61) / 5,600        | 12 (118) / 3,600          |
| 1500S (1988年8月 - 1989年10月)            | 3A-LU        | SOHC 8バルブ  | キャブレター AI | 自然吸気             | 1,452       | 77.5x77          | 9.3:1  | 70 (51) / 5,600        | 10.9 (107) / 3,600        |
| 1600G、G Limited (1984年6月 - 1987年7月)  | 4A-GELU      | DOHC 16バルブ | 電子燃料噴射    | 自然吸気             | 1,587       | 81x77            | 9.4:1  | 130 (96) / 6,600       | 15.2 (149) / 5,200        |
| 1600G、G Limited (1987年8月 - 1989年10月) | 4A-GELU      | DOHC 16バルブ | 電子燃料噴射    | 自然吸気             | 1,587       | 81x77            | 9.4:1  | 120 (88) / 6,600       | 14.5 (142) / 5,200        |
| MR2 1984 (US)                             | 4A-GELU      | DOHC 16バルブ | 電子燃料噴射    | 自然吸気             | 1,587       | 81x77            | 10.0:1 | 124 (91) / 6,600       | 14.5 (142) / 5,000        |
| 1600G、G Limitedスーパーチャージャー      | 4A-GZE       | DOHC 16バルブ | 電子燃料噴射    | スーパーチャージャー | 1,587       | 81x77            | 8.0:1  | 145 (107) / 6,400      | 19 (186) / 4,400          |

## 2代目 SW20/21型（1989年-1999年）
日本仕様
1989年10月、初のモデルチェンジを実施（通称I型）。型式は全車共通でSW20。ベース車がセリカ/コロナ/カリーナと大型化し、エンジンもセリカと同じ直列4気筒の2000ccにターボチャージャーを追加した3S-GTE型と、その自然吸気仕様となるスポーツツインカムの3S-GE型を搭載する。当時世界初の試みとして、ステアリングの切れ角に応じて光軸が左右に可動する、ステアリング連動フォグランプも話題となった。しかし、大幅に増加した車重やエンジンパワーに対する足回りとブレーキの貧弱さは否めず、前輪の接地圧不足からくるハンドリングレスポンスの悪さ、オプションにもLSDが設定されないなど、スポーツ走行時における数々の問題点を指摘された。特にリアが唐突に滑ってスピンをしやすい車だと危険視された。ボディカラーは「スーパーホワイトIII」「スーパーレッドIII」「ブラック」「ダークターコイズマイカ」「クリスタルパールマイカ」「スーパーブライトイエロー」を設定。
1991年4月、初の限定車であるGリミテッド特別仕様車「スーパーエディション」が限定850台にて発売。Tバールーフのみで特別ボディカラーとして「ブルーイッシュグレーアージェンタムマイカ」が設定された。内装はGTに準じた部分本革＆エクセーヌシート、エクセーヌ張りのドアトリムとされた。

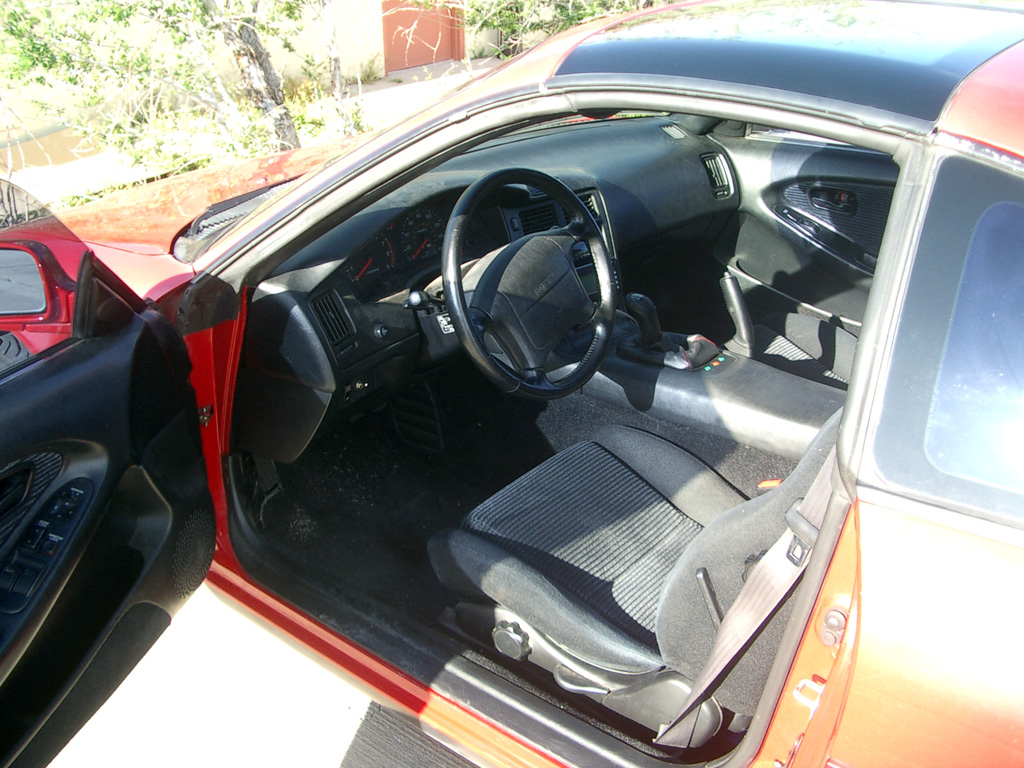
インテリア、I型（1989年10月 - 1991年11月）

1991年12月に最初のマイナーチェンジ（通称II型）。I型で酷評された足回りを中心に見直しが行われた。主な変更点としては、タイヤサイズの変更、前195/60R14、後205/60R14だったものが、前205/55R15、後225/50R15となり大径化と扁平化されたことでグリップ性能が向上。フロントサスペンションのストローク量増加とスタビライザーの大型化、ストラットタワーバーの追加、リアサスペンションアームが延長され取付位置が変更となったことや、再設計されたリアサスペンションメンバーによってリアのサスペンション伸縮時のアライメント変化が抑制された。ブレーキローター大型化、ブレーキブースター強化、冷却用ダクトの追加、シフトストロークのショート化、フロントリップスポイラーの大型化、ホイール及びステアリングのデザイン変更が行われた。またターボ車グレードのGT系にはビスカス式LSDの標準装備、ビルシュタイン製ショックアブソーバーの採用、トランスミッションの2速にはトリプルコーンシンクロが採用された。
I型で問題視された「プロが操ってもスポーツ走行時に唐突にスピンしてしまう危険な車」「ハンドリングの初期レスポンスが鈍くスポーツカーらしくない」といった酷評はII型になって一変し高評価された。
また、ターボ車のGTグレードからABSと電動格納式ドアミラーと部分本革シートとカセット一体式ラジオと８スピーカーとフロントガラスがディンテッドという仕様を省略または変更した廉価版となるGT-Sグレードがラインナップに追加された。車重がGTより20kg軽く1270kgであったことからスポーツ性能を期待する層から支持され、ターボグレードの9割以上はGT-Sという販売比率となっていた。
GTにはメーカーオプション扱いでトラクションコントロールが装着可能となった。GT-SでもABSとセットに限りメーカーオプションとなっていた。
フォグランプの色も黄色から白に変更された。ボディカラーは大幅に変更され、白と赤がMR2専用から他のトヨタ車と共通の「スーパーホワイトII」と「スーパーレッドII」にそれぞれ変更、「ミディアムブルーマイカメタリック」と「ターコイズマイカメタリック」と特別仕様車専用色であった「ブルーイッシュグレーアージェンタムマイカ」が新色として設定された。「ダークターコイズマイカ」と「クリスタルパールマイカ」は廃止された。
1993年11月、2度目のマイナーチェンジ（通称III型）。先にフルモデルチェンジしたセリカ（ST20#系）同様、Lジェトロ方式（メジャーリングプレート式）からDジェトロ方式へ変更。燃料ポンプの大型化、インジェクターの容量アップ、ターボチャージャーの改良とインタークーラーの変更、オイルフィルター取付位置の変更とそれに伴う容量増加など、エンジンを中心とした動力系の強化がなされた。これにより最高出力はターボモデルのGT系で225PSから245PSへ、NAモデルのG系で165PSからAT:170PS/MT:180PSへそれぞれ向上している。ABSはターボグレードのGT、GT-Sのみに装着できるメーカーオプションとしてスポーツABSが新しく設定された。前後左右のGセンサーで車両の状態を感知してABSを制御するもので、プロが乗ればこの新型ABSだけで富士スピードウェイのラップタイムが１秒上がると評価された。II型ではGTグレードにABSが標準装備されていたが、スポーツABSが用意されたことでIII型ではGTであってもABSは装備されずオプション扱いとなっている。また従来のABSもメーカーオプションとしてラインナップに残されたため、ABSが2種類存在していた。
ストラットタワー部に金属プレートを入れるなどの補強が行われ、ボディ剛性がより向上している。フロントのキャスター角も変更されている。外観は、リアスポイラーやリアコンビネーションランプのデザインを変更。サイドモールとフロントリップスポイラーおよびサイドシル下部がボディ同色塗装された。これらの変更によってII型以前のモデルとは外観からも区別できる。ボディカラーは「ストロングブルーメタリック」と「ダークグリーンマイカ」が新色として設定され「ミディアムブルーマイカメタリック」と「ターコイズマイカメタリック」が廃止。しかし、バブル崩壊によるクーペ・スポーツカー需要の低下や実用性の劣悪さなど、MR2に限らずクーペ・スポーツカー全体を取り巻くさまざまな要因が災いして販売台数が低下。それに伴い、このマイナーチェンジを機に受注生産車扱いとなった。
1995年1月、MR2の生誕10周年を記念してGリミテッドをベースにした特別仕様車「ビルシュタインパッケージ」を期間限定発売。専用ボディカラーである「シルバーメタリック」を設定（他にはブラックも設定）し、ターボのGT系が採用するビルシュタイン製ショックアブソーバーとハイグリップタイヤ（ブリヂストン・ポテンザRE020）、専用アルミスカッフプレート、専用のグレーカラーのアルミホイールなどが装備されている。
1996年6月、一部改良（通称IV型）。スポーツABSの構造（4輪を個々に制御する4チャンネル式へ変更）やトラクションコントロールシステムを変更。ホイールは形状は同じながら光沢タイプとなったほか、全グレードにスポーツABSが標準装備となった。トラクションコントロールはGT/GT-Sのターボグレードのみにメーカーオプションとなっていたが、スポーツABSではない通常のABSを一緒に付けられてしまう弊害があった。
外観はガラス部がコストダウンのためにブロンズからグリーンへと変更、フロントのサイドターンランプの移設、クリアランスランプの白色化、ホイールの切削鏡面加工や、SRSエアバッグが運転席・助手席ともに標準装備になった。ボディカラーは「パープリッシュブルーマイカメタリック」と「ソニックシャドートーニング」と呼ばれるシルバーメタリックの外板色に屋根上が黒のツートンカラーが新設定され、「ストロングブルーメタリック」と「ブルーイッシュグレーアージェンタムマイカ」は廃止。
1997年12月、最後の一部改良（通称V型）。スポーツABSを再度構造変更（軽量化のため、4チャンネル式から3チャンネル式へ）、軽量ホイールに変更。NAエンジン搭載のG系は、3S-GEの最終進化型である「BEAMS」仕様の3S-GE（通称赤ヘッド）へと進化。新たに吸気側にVVT-iを採用、吸気側はDジェトロ方式からＬジェトロ方式へ変更、サージタンクの形状見直し、排気側はエキゾーストマニホールドの形状最適化、ダイレクトイグニッションの採用により最高出力200PSを発生する。新たに、タイヤハウスの下部前面にエアスパッツを追加。リアスポイラーを大型の可変型タイプに変更し、空力面での改良も実施。また、新ダイアグノーシスの採用（国際規格化）している。内装がシート、エアバッグの小型化、ステアリングやシフトノブの変更、メーターの目盛りも赤色化。ボディカラーは「ダークパープルマイカ」と「オレンジマイカメタリック」と「ベージュマイカメタリック」が新設定され、「ダークグリーンマイカ」と「パープリッシュブルーマイカメタリック」が廃止。さらにI型から続いた「スーパーブライトイエロー」も廃止された。
1999年8月、オーダーストップに伴い生産終了。在庫対応分のみの販売となる。
1999年10月、後継モデルとなるMR-Sの登場に伴い販売終了。なお、欧州をはじめとした日本国外市場においては、MR-Sが引き続き「MR2」の名称を冠して販売された。
北米仕様
北米では1989年から1995年まで販売された。カナダでは1993年まで販売されている。エンジンは2種類用意されていた。一つは日本仕様と同じ2.0L 3S-GTEエンジンだが、最高出力と最大トルクが異なる。もう一つは自然吸気の2.2L 5S-FEエンジンで、こちらは4速ATと5速MTが設定された。ターボモデルは0–60 mph (0–97 km/h)加速6.1秒、1/4マイルを14.7秒でフィニッシュすることができた。

### グレード構成
日本仕様
- GT
- GT-S（II型から）
- G-Limited
- G

GT、GT-Sは3S-GTE型エンジン、G-Limited、Gは3S-GE型エンジンをそれぞれ搭載。　ATはG-LimitedとGにのみ設定される。また、AT車はMT車より30kg重い。IV型からV型のMT車はLSDをオプションで選択できた。
欧州仕様
- Coupe
- GT-i Coupe
- GT-i T-Bar

北米仕様
- MR2
- MR2 Turbo

#### エンジン諸元
エンジンはすべて、直列4気筒DOHCのガソリンエンジンである。
| モデル                     | エンジン型式 | 弁       | 吸気方式 | 排気量 (cc) | 内径 x 行程 (mm) | 圧縮率 | 最高出力 (PS (kW)/rpm) | 最大トルク (kgm (Nm)/rpm) |
| -------------------------- | ------------ | -------- | -------- | ----------- | ---------------- | ------ | ---------------------- | ------------------------- |
| MR2 (1990 - 92, US)        | 5S-FE        | 8バルブ  | 自然吸気 | 2,164       | 87x91            | 9.5:1  | 132 (97) / 5,400       | 20 (196) / 4,400          |
| MR2 (1993 - 95, US)        | 5S-FE        | 8バルブ  | 自然吸気 | 2,164       | 87x91            | 9.5:1  | 137 (101) / 5,400      | 20 (196) / 4,400          |
| Coupe (EU)                 | 3S-FE        | 16バルブ | 自然吸気 | 1,998       | 86x86            | 9.8:1  | 121 (89) / 5,600       | 18 (177) / 4,400          |
| GT-i Coupe (1990 - 95, EU) | 3S-GE        | 16バルブ | 自然吸気 | 1,998       | 86x86            | 10:1   | 156 (115) / 6,600      | 19 (186) / 4,800          |
| GT-i Coupe (1996 - 99, EU) | 3S-GE        | 16バルブ | 自然吸気 | 1,998       | 86x86            | 10.3:1 | 170 (125) / 7,000      | 19.5 (191) / 4,400        |
| I型 - II型                 | 3S-GE        | 16バルブ | 自然吸気 | 1,998       | 86x86            | 10.0:1 | 165 (121) / 6,800      | 19.5 (191.2) / 4,800      |
| III型 - IV型 (AT)          | 3S-GE        | 16バルブ | 自然吸気 | 1,998       | 86x86            | 10.3:1 | 170 (125) / 6,600      | 19.5 (191.2) / 4,800      |
| III型 - IV型 (MT)          | 3S-GE        | 16バルブ | 自然吸気 | 1,998       | 86x86            | 10.3:1 | 180 (132) / 7,000      | 19.5 (191.2) / 4,800      |
| V型                        | 3S-GE        | 16バルブ | 自然吸気 | 1,998       | 86x86            | 11.0:1 | 200 (147) / 7,000      | 21.0 (205.9) / 6,000      |
| MR2 Turbo (US)             | 3S-GTE       | 16バルブ | ターボ   | 1,998       | 86x86            | 9.0:1  | 203 (149) / 6,000      | 28 (275) / 3,200          |
| I型 - II型                 | 3S-GTE       | 16バルブ | ターボ   | 1,998       | 86x86            | 8.8:1  | 225 (165) / 6,000      | 31.0 (304) / 3,200        |
| III型 - V型                | 3S-GTE       | 16バルブ | ターボ   | 1,998       | 86x86            | 8.5:1  | 245 (180) / 6,000      | 31.0 (304.0) / 4,000      |

自然吸気モデルとターボエンジン車の違いは、リアトランクの「Turbo」エンブレム(北米仕様)、サイドインテーク上の「TWIN CAM 16 TURBO」デカール(日本仕様)、隆起した通気口付きのグラスファイバー製エンジンリッド、フォグランプ、2つのシートの間に追加されたインテリアセンター収納コンパートメントなどである。なお、欧州仕様にはターボモデルが設定されなかった。
ターボモデルの機械的な違いは次のとおり。
- 3S-GTEエンジンと関連する空対空インタークーラーと異なる排気構成
- 異なる比率とより強力な車軸を備えた、より強く、より重いE153ギアボックス
- 燃料ポンプとラジエーターの大型化
- 3S-GEと3S-GTEエンジン搭載車はツインピストンフロントブレーキキャリパーを採用、5S-FEエンジン搭載車はシングルピストンキャリパーのみ

## 車名の由来
「Midship Runabout 2seater（ミッドシップ・ランアバウト・2シーター）」の頭文字から創作された造語。もしくは「Mid-engine, Rear-wheel-drive, 2seater（ミッドエンジン・リアホイールドライブ・2シーター）」の略称。ただしフランス語圏の市場では、「MR2」をフランス語で略して発声したときに冒涜的な言葉である「merde」のように聞こえるため、車両は「トヨタ・MR」と改名された。

## MR2をベースにした車両

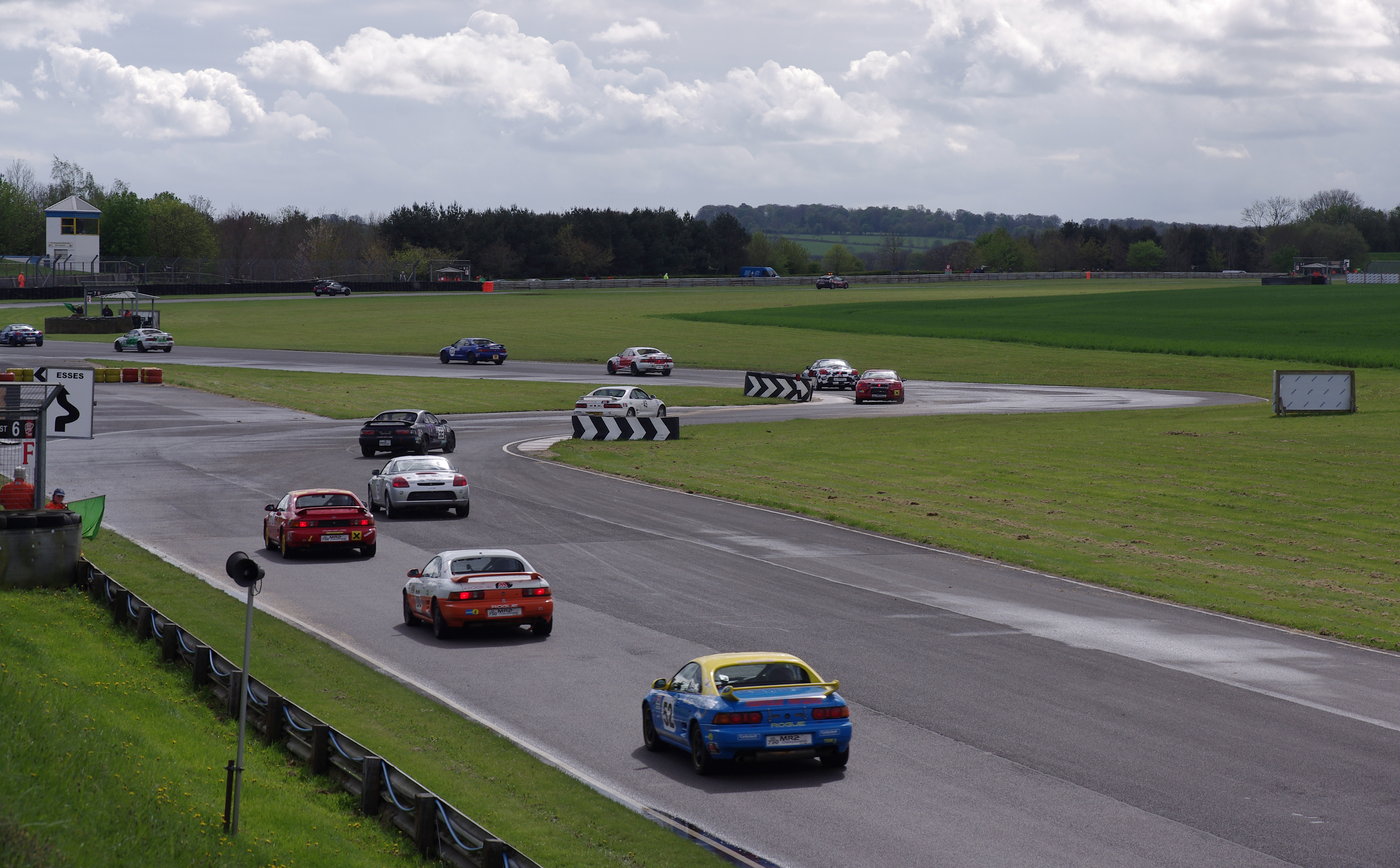
英国で行われたMR2のワンメイクレース

### 222D
1980年代中盤、トヨタは当時グループB規定のWRC（世界ラリー選手権）にTA64型セリカツインカムターボで参戦していたが、後輪駆動（FR）のセリカでは四輪駆動（4WD）勢の戦力を前に歯が立たなくなってきた。そこでトヨタは、セリカの後継となる4WDラリーカーの開発に着手した。車体はAW11型MR2をベースとし、3S-GTE型エンジンを搭載して駆動方式を4WD化したもので、開発コードは222Dであった。当初はグループB規定への参戦を想定していたが、1985年、グループBをさらに先鋭化させたグループSの立ち上げが決定し、222Dの参戦対象カテゴリーもグループSに変更された。実際に試作車が何台か製作されたが、1986年のヘンリ・トイヴォネンの死亡事故をはじめ重大事故が多発したグループBの廃止が決定し、同時にグループSも消滅したため、参戦は実現しなかった。このため競技への出走実績はないが、国内外に数台の試作車が現存している。

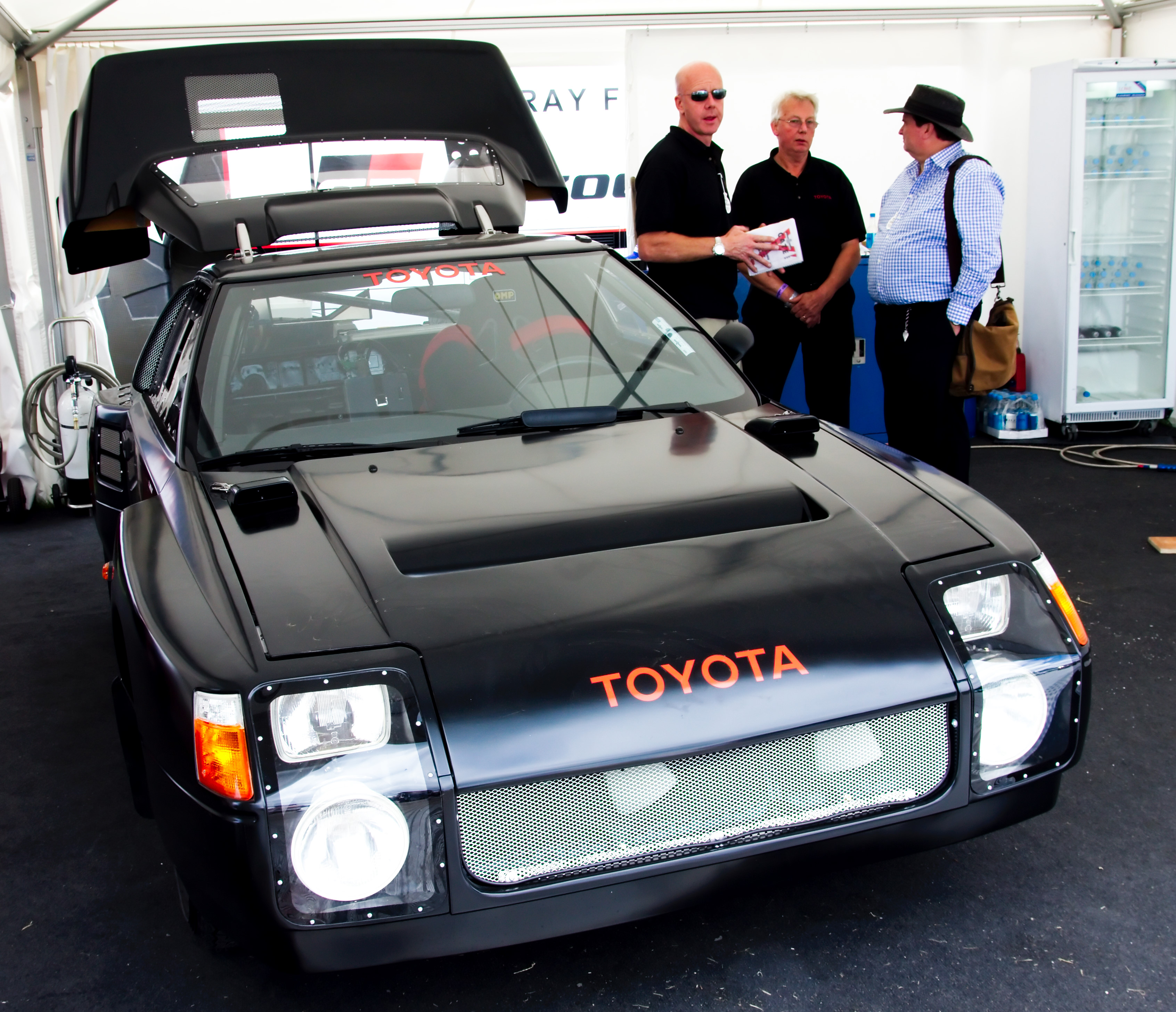
222D フロント
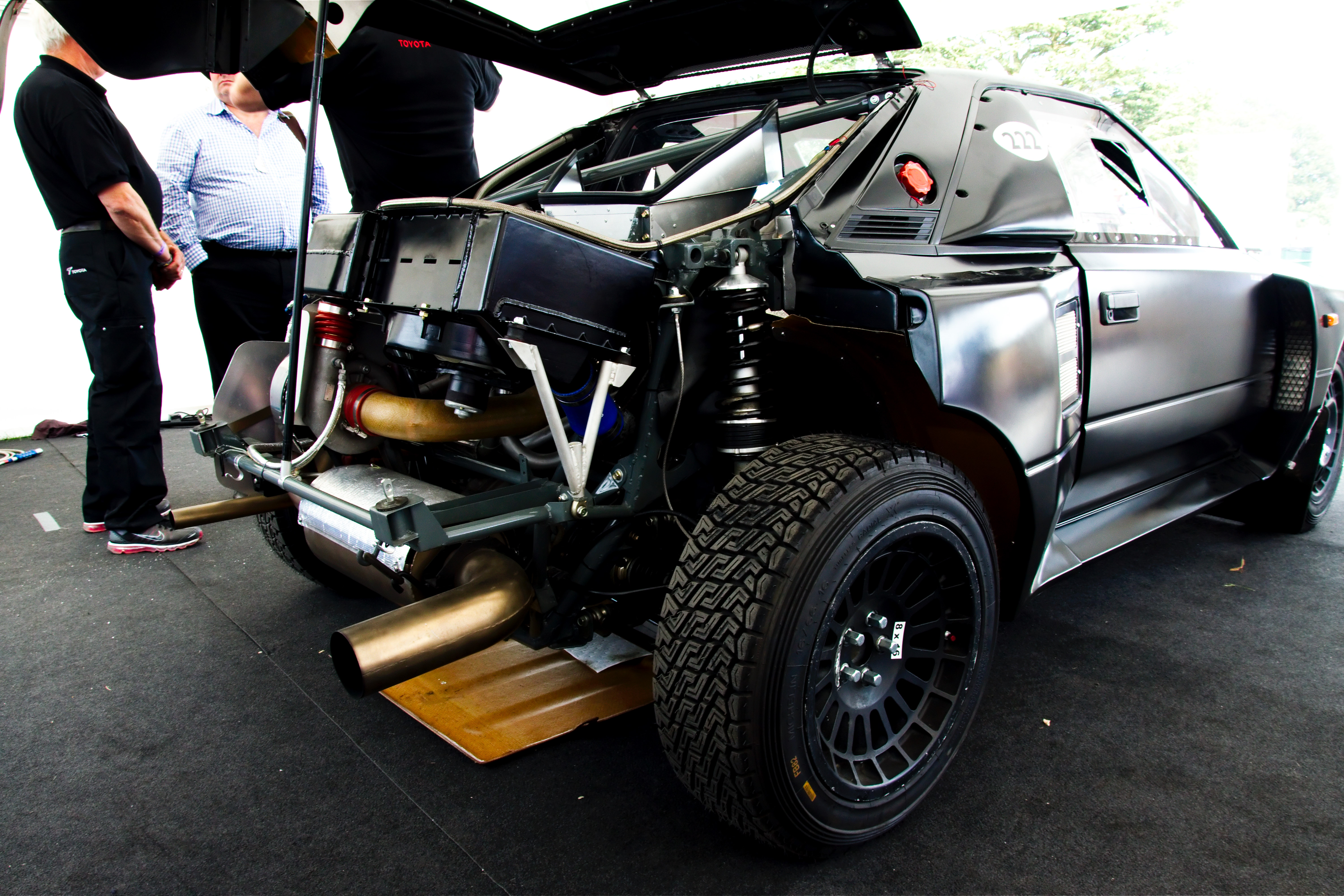
222D リヤセクション
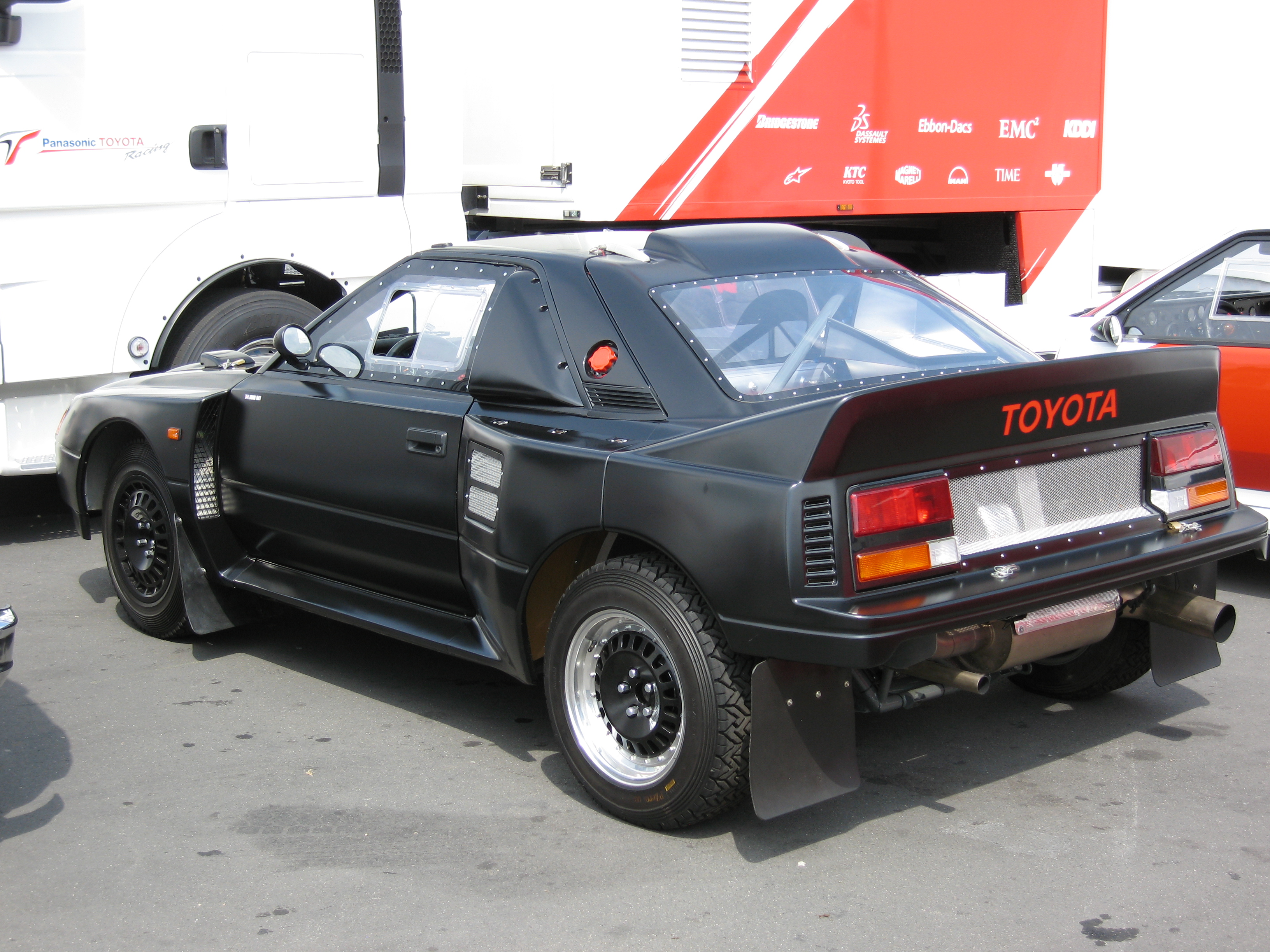
222D リヤ
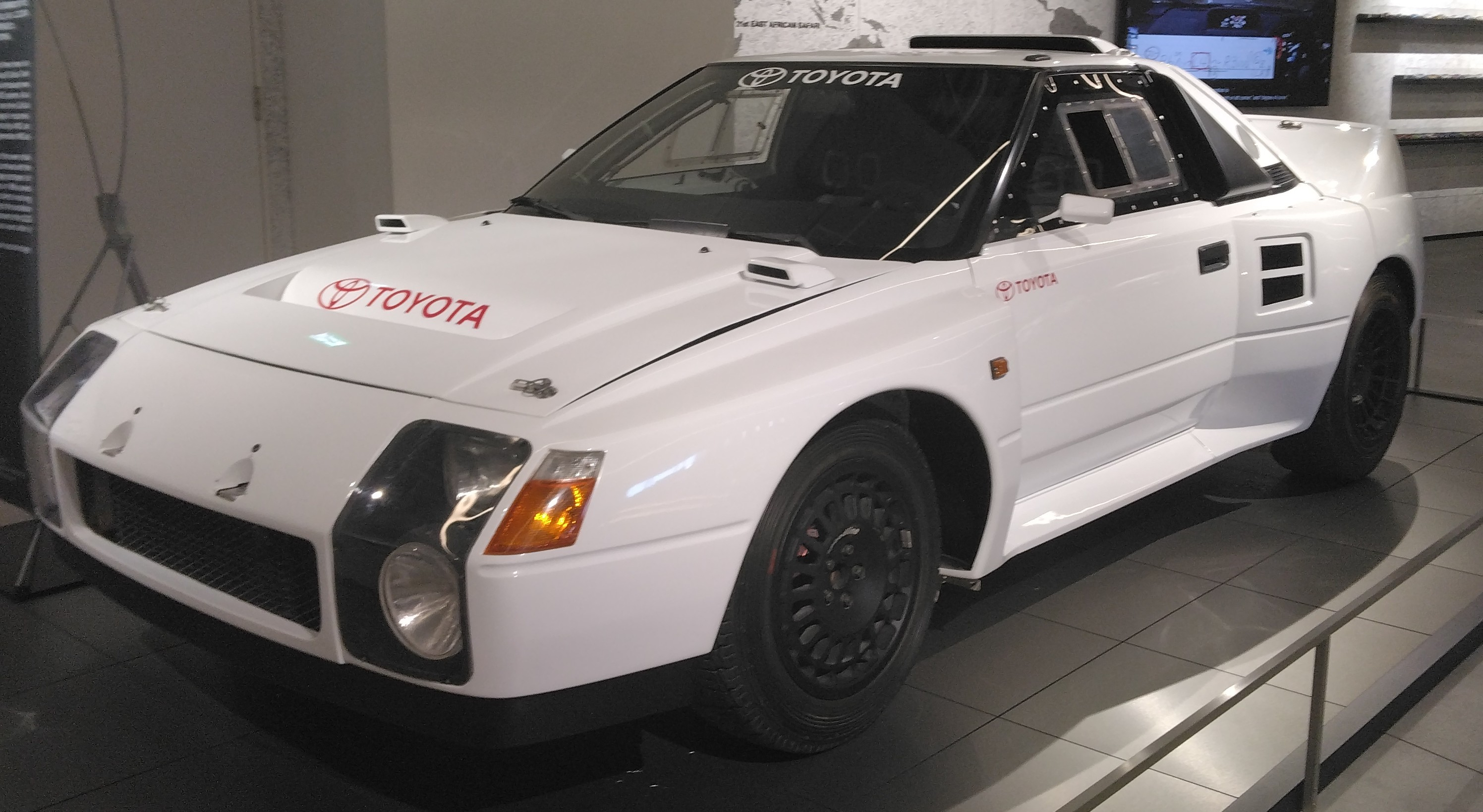
白いトヨタ222Dの二次試作車

### MRスパイダー

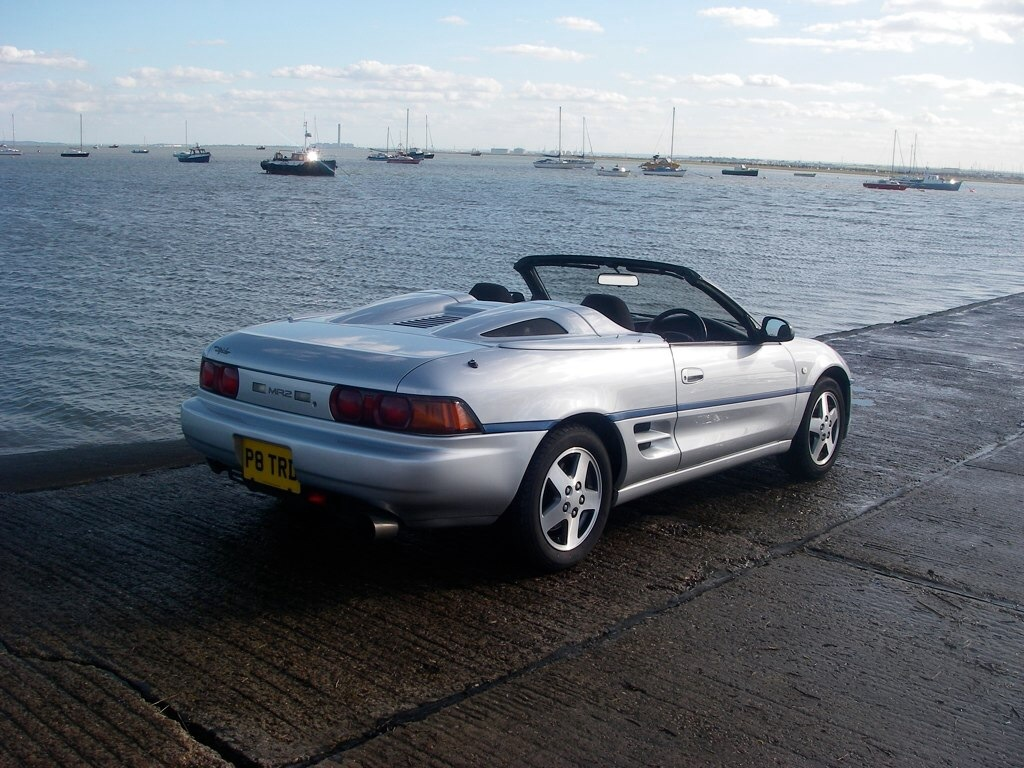
MRスパイダー

トヨタテクノクラフトが企画・制作した、2代目のオープンモデル。ベース車の屋根を切り取って簡易式の幌を付けた特装車である。受注販売となっており、うちIII型ベースが74台、IV型ベースが7台、V型ベースが8台、試作車両が3台と合計92台である。自然吸気エンジンのみで、ターボエンジンの設定はなかった。
また、後継車ZZW30型MR-Sも海外へはアメリカにはMR2スパイダー、それ以外はMR2ロードスターとして輸出されていた。

### トムス・T020
トヨタのレース活動に関わりの深いトムスが手掛けたコンプリートカー。排気量を拡大した3S-GEエンジンに、F3カム、トムスハイパーインダクションカーボンインテークキットなどによって出力を向上させるとともに、フライホイールの軽量化によってエンジンの回転数も向上した。0-100km/h加速は4.9秒。
エンジンのアップグレードに加えて、サスペンションやシャシといった足回りの加工も行われた。ブレーキも新しいパッドで作り直され、サスペンションの変更により低重心化されたことでコーナリング中の敏捷性と安定性を向上させた。
エクステリアではエンジンスクープ、サイドスカート、フェラーリ・348風のリアライトグリル、鍛造ホイール、専用デザインのバンパー、大型のリアスポイラーなどが与えられた。
T020自体はNA車であるが、トムスではウエストゲート、ブーストコントローラー、エアフィルター、「TOM'S Barrel」エキゾーストシステムの3S-GTE版、「T.E.C. II」エンジンコントロールユニットなど、ターボチャージャー付きモデル用のパーツも製造していた。

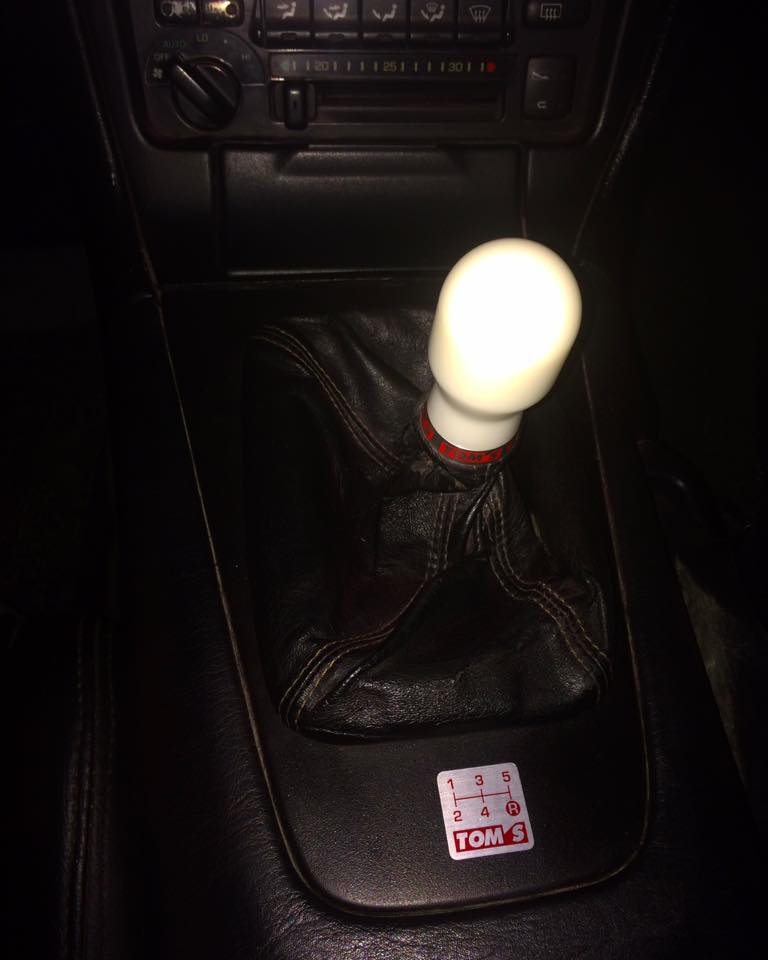
トムス製シフトノブ

### サード・MC8-R

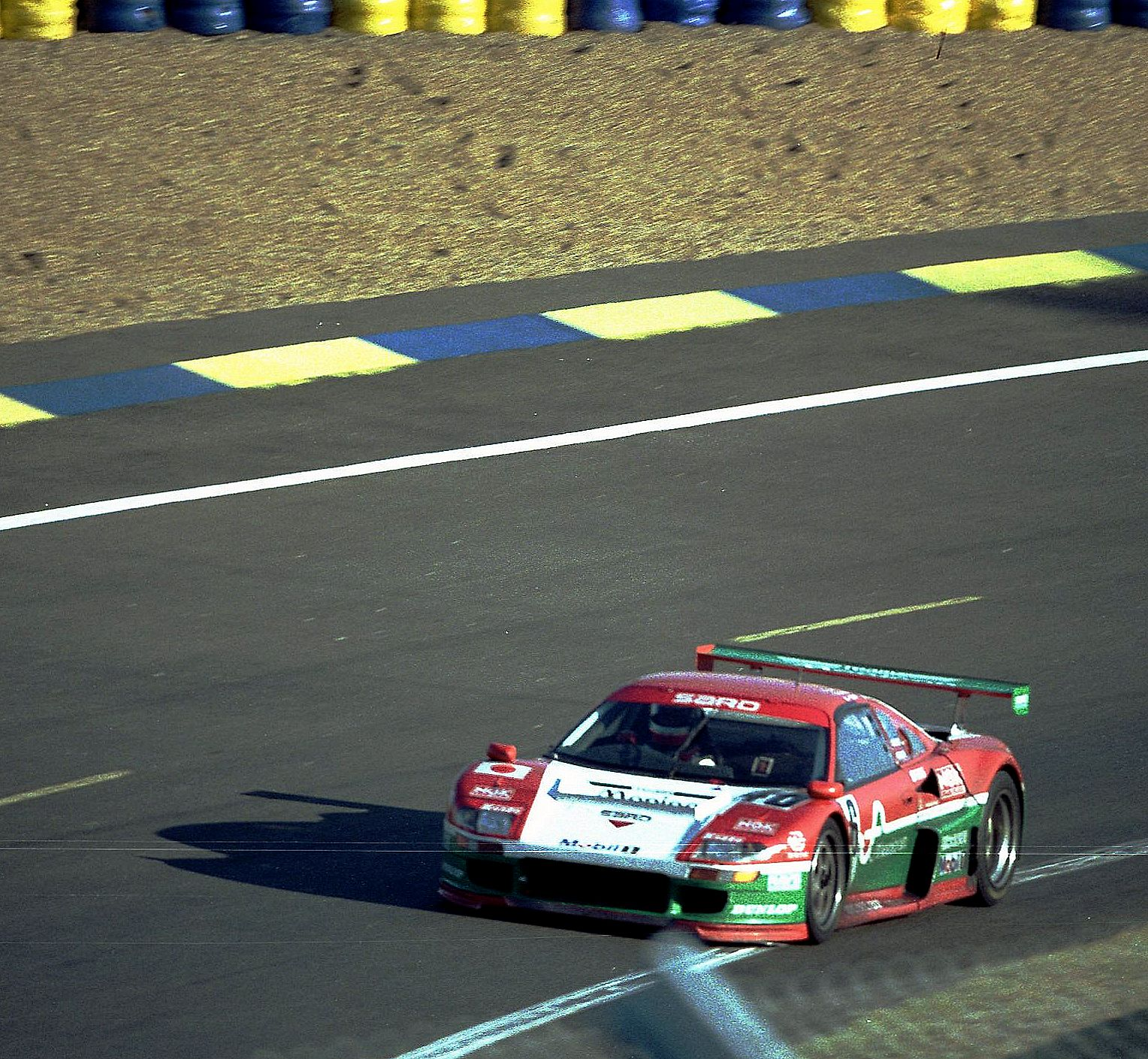
サード・MC8R

SW20をベースにGT1規定に沿って改造を施したレースカー。1995年から1997年にかけて、ル・マン24時間レースに出場した。

### TRD2000GT
トヨタ・レーシング・デベロップメント（TRD）が製作したコンプリートカー。JGTCでの優勝を記念し、後述するGT300仕様をイメージした外装が与えられた。JZA80型スープラをベースとした「TRD3000GT」の弟分にあたる。
片側を30mmずつワイド化したブリスターフェンダーを装着。フロントフェンダーは交換ではなく、もとあったものを加工している。ウィングやバンパーなどのエアロキットは後付けも可能で、ディーラーに車両を持ち込み、TRD指定工場で構造変更を含めたすべての工程を行うというやり方だった。加えて、TRDによるアフターサービスまで付いていた。ボディパネルの多くには軽量のグラスファイバー製コンポーネントが使用され、エアロ一式での価格は110万円からとなっていた。独占性を確保するために、当時としては高額な金額で提供された結果、トヨタテクノクラフトが完成させたファクトリーカーはわずか35台のみとなった。
パーツメニューは以下の通り。
- フロントバンパー
- フロントブリスターフェンダー
- サイドステップ
- リアブリスターフェンダー
- フューエルリッド
- 可変式リアウィング[24]
- トランクフードエクステンション
- リアバンパー

灯火類は純正のものから移植される。また、ホイールとエンブレム、インテリアは専用のものが用意されていた。ほかにもエンジンのチューニング、サスペンションのアップグレードなどが用意されていた。どのパーツを取り付けるかはオーナー自身が自由に選択できたため、2000GTは2つとして同じものはない。
改造されたほぼすべての車には、サスペンションとエンジンの両方に大幅な変更が加えられるなど、他のTRDパーツも取り付けられていた。ほとんどの車はTRDのボルトオンによってパワーアップし、中には最高出力500PS（368kW）、1,100kg以下という驚異的なパワーウェイトレシオを誇る車もあった。また、少なくとも1台は最高出力373kWを発生させたと噂されているが、エンジンにはほとんど手を加えていないものも何台かある。TRDジャパンは、サードパーティーの改造に必要なすべてのボディパーツを含む少数のキットしか提供しなかったが、トヨタテクノクラフトはコンプリートカーそのものを提供した。
TRD2000GTの登録車を除けば、トヨタテクノクラフトのオリジナル車が現在何台現存しているかは不明であるが、約10台のコンバージョンキットがTRDジャパンから米国に輸入され、改造されたと噂されている。
車自体は完全に新しい車として再分類され、本物かつ希少であることを示すために、ボディに特別な番号が付けられたTRD VINプレートが付けられた。

### JGTC GT300仕様
1996年からJGTC（全日本GT選手権）のGT300クラスに参戦した、土屋春雄率いるつちやエンジニアリングがMR2を採用。1998年に鈴木恵一/舘信吾（翌年急逝）組、1999年もアペックスとジョイントした新田守男/高木真一組と2年連続でチャンピオンとなり、プライベーターチームの雄として名を馳せた。特に1998年の6戦5勝という驚異的な勝率は、2020年現在まで破られていない。
また井村屋グループ支援する井村屋レーシングやファーストレーシング、KRAFTもMR2を採用した。現在政治家として知られる三原じゅん子も、ファーストレーシングのMR2に乗っていた。